# Angelo Muratori
Angelo Muratori est un juriste et homme politique italien, né à Palerme le 20 septembre 1843, mort à Rome le 6 mars 1918.

## Biographie
Angelo Muratori est le fils de Matteo Muratori, magistrat, avocat général (1876) puis procureur général (1881). près la Cour de cassation de Palerme et à ce titre nommé sénateur en 1889.
Il est docteur en droit et avocat, il est professeur de droit pénal à l'Université de Bologne.
Il est élu au conseil communal de Palerme en 1860.
En 1866, il participe à la Troisième guerre d'indépendance italienne, combattant auprès de Garibaldi à Mentana et au mont Suello, où il est blessé, ce qui lui vaut la médaille de la valeur militaire. 
Il participe ensuite à la lutte contre l'épidémie de choléra à Palerme.
Il est élu député par le collège de San Casciano in Val di Pesa près de Florence lors des élections législatives de 1876 qui donne la majorité à la Gauche historique alors qu'il siège à l'extrême-gauche. 
En octobre 1879, il est parmi les fondateurs du quotidien La Toscana à Florence.
Il est avocat pénal, plaidant notamment dans des affaires politiques comme les procès Lobbia et  Nasi.
Lors des élections politiques d'octobre 1890, le chef de gouvernement, Francesco Crispi, candidat à Palerme fait élire à ses côtés Angelo Muratori ainsi qu'Amato Pojero, Cuccia et Antonio Marinuzzi. Mais, lors des élections législatives de 1892, il affronte dans la troisième circonscription de Palerme (Molo) le modéré Pietro Lanza di Trabia, neveu du prince de Scalea dont Muratori est proche, qui le défait grâce à l'appui d'Ignazio Florio Jr. et un système d'achat de votes. 
En 1895, il est élu en cours de législature par le collège de Pescina.
Quand meurt Crispi en 1901, il affronte un autre fidèle de l'ancien président du conseil Antonio Marinuzzi pour lui succéder à la Chambre. Soutenu par les opposants de l'ancienne junte du prince de Camporeale, il est largement battu par Marinuzzi qui a l'appui des modérés, du quotidien La Sicilia Cattolica et d'une commission présidée par le duc de Verdura, est composé également du prince de Scalea et des anciens maires Paternò et Oliveri.
Il est élu en mars 1909 par le collège de Montepulciano.
Il est nommé sénateur le 30 décembre 1914.